# 藤波竜之介
藤波竜之介（ふじなみ りゅうのすけ）は、高橋留美子の漫画およびそれを原作としたアニメ『うる星やつら』に登場する架空の人物。
担当声優は、アニメ版では田中真弓（1981年版）/高垣彩陽（2022年版）、パチスロ版ではくまいもとこ。

## 設定
友引高校2年4組への転入生。一人称は「おれ」。女性ではあるが、竜之介の父は、浜茶屋 の跡取りが男でなければならないと決め付けているため、一人っ子の竜之介を「一人息子」だと断固主張する。
浜茶屋を経営する変わり者の父に男として育てられた為、行動が男っぽく荒々しい。一方で女としての自覚はあるので、男扱いされるのを嫌う。男と間違われたり、父親にからかわれたりすると激高して「おれは女だ～！」と叫んで殴り飛ばすシーンが定番となっている。いつも男の格好をしているが、竜之介が女の格好をしようと画策しても、必ず父に妨害され失敗に終わっている。あたる達が竜之介の夢であるセーラー服を父親から強奪して渡したこともあったが、必ず実力で手に入れると受け取らないと意志が強く男らしい。面堂終太郎と同等、またはそれ以上に女子生徒にモテるのが悩みの種。バレンタインデー、ラブレターなど面堂の3倍は貰っている。ミス友引の投票者はほぼ大半が女性で、特に下級生の女子生徒からの支持は絶大である。初恋の相手は小学校時代の先生（女性）で、回想してみると生まれてこの方好きになった相手が全て女性だったことに気づいて愕然とするシーンもある。その時に今はしのぶが好きと答えている。（しかも、竜之介の父親は女性と交際する事を積極的に奨励している有様である）。学校でも体育の授業は男子生徒と一緒（着替えは女子更衣室）だが、運動神経が良いため男子生徒とも対等に渡り合う。
また、男と勘違いした女性も多く、クラマは自分の「婿」にしようと追い掛け回し、ランに至ってはラムから竜之介が女性だと聞かされても（元々ランはラムを敵視しており、更に被害妄想癖もある）、ラムの嫌がらせだと端から決めつけ、忠告を全く信じずにデートまでしている。基本的に自分よりも強くなければ相手を男として見なせない傾向があるため（理想のタイプは海のように荒々しく逞しくて自分より強い男）、物語の終盤まで男性を恋愛対象として意識した描写は見られなかった。同じクラスの女子よりもやや背が高く（男子よりは小さい）、服を着ているときは引き締まったスポーティな体だが、銭湯や体育などでの着替えの時は、胸がかなり大きく、非常に魅力的なメリハリのあるプロポーションで描写される。しかし、ブラジャーを身に着けたことがなく（父の妨害で買わせて貰えないため）、サラシを巻いて胸を押さえている。ランやしのぶなど、他の女子から女らしさを吸収しようとするが、男らしい立ち居振る舞いが身に付いてしまっているため、一人称を「あたし」と言えない（本人曰く「そんなオカマ（アニメではニューハーフに変更された）みたいな言葉使えるか！」）など、結局毎回改善できずに終わる。
学力はあまり高くないらしく、痴話喧嘩や是正の意味が分からなかったり、サクラに竜之介が父に勝てない原因が奸知（かんち）が欠落しているからと指摘されても、「奸知」の意味が分からず、あたるに教えてもらっている。
暴力や争いごとが好きなわけではないが、日々、父と鍛練を積み、その父と何かと諍いを起こしては殴り合いをしているため否応なしに実践的な喧嘩に慣れてしまった。性格は非常に純粋で素直であり、困っている者や弱い者には躊躇なく手を差し伸べる、心根の優しく、曲がったことが大嫌いな性格。しかし、一方で子どもの頃から父親の発するデタラメな知識や発言をなんの疑いもなく信じて鵜呑みにして成長してしまったため、常識外れな所が見受けられる。浜茶屋再建の資金を稼ぐため友引高校の購買部に親子で住み込んでいるが、浜茶屋時代と変わらず父とは喧嘩三昧の日々である。
顔だけ見ればボーイッシュな美少女なので諸星あたると面堂は彼女を「女」として扱っている。ただ、面堂は時折竜之介を女と認識していないことがあるらしく、暗所（おばけ屋敷内・映画では戦車の中）であたる・面堂・竜之介の3人になった時には、女の前では平気なはずの暗所恐怖症を露にし、竜之介が女であると主張しても耐えられずにいた。また、白井コースケら同級生たちも普段はあまり彼女を女子として意識はしていないが、胸が大きくプロポーションは良いので、サラシがない状態（ノーブラ）でのラグビーの授業の際には抱きつこうと必死になっていた。その際にあたるには背後から両手で胸を鷲掴みされた。
父も口では「息子」と言うものの、彼女が女性だと言う認識はあるらしく彼女の胸を「腫れ物」と断言し、彼女の憧れる女性服を餌に難題を課したり、セクハラめいた行動に出ることもある（大抵は竜之介自身や周囲の女性により阻止される）。
あたるからは「竜ちゃん」もしくは「竜之介ちゃん」、ラムやサクラ、自分の父親やクラスの男子たちからは「竜之介」、しのぶたち同級生の女子からは「竜之介くん」、下級生の女子からは「竜之介さま」、面堂からは「竜之介さん」、温泉マークからは「藤波」など、作中で呼ばれ方が最も多様なキャラクターの一人である。
母親の記憶が無く、竜之介が赤ん坊の頃亡くなったと父に聞かされていたが、実際には死んだのではなく逃げられたらしい。父以外の近親者が登場せず、母の容姿や本名に関する情報は父から聞くしかないので、問い詰めて聞き出そうとするが、その都度デタラメを教えられるなど毎回はぐらかされてきた。辛うじて「真砂子」という名前と、両親の出会いが、遊園地の特撮ヒーローショーの主人公役（母親）と怪人役（父親）をしていた時らしいことまでは判明している。出てくる母親の写真も毎回違う女性だったが、両親の出会いのエピソードが判明して以降は母が演じた特撮ヒーローのマスクに統一された（素顔は不明なままで、父も完璧に妻の素顔を忘れている）。両親の職業柄の影響か竜之介は普通の人間ならめったにかかることのない（サクラ談）催眠術にかかる。
家が非常に貧乏なため金銭の感覚が他人とずれていて、100円貯めることに唖然としたり、父が300円で島一つ買ったことに対しては、「300円もの大金をこんなつまんないことに使ったのか！」と激怒していた。夜店に対して独特なイメージを持っている。

## 作中での活躍
初登場時は夏以外に浜茶屋へ客が来ない怒りを海にぶつけ叫んでいた。浜茶屋は親子喧嘩で崩壊、再建資金の調達のため友引高校購買部に住み込みとなった。親父に偏見的な隔離された生活をしているため、多少世間知らずなところもある（喫茶店ですら見慣れないパフェに大騒ぎをするほど）。
普段から学ランとさらしを着用。また、夏用のワイシャツの背中には父の手によって「男」という字が刺繍されている。転入の際に、父と勝負して勝ったらセーラー服を着られると言われ戦うが敗れ、男子生徒として学ラン姿で転入してくる。
女らしい格好に憧れており、ブラジャーとセーラー服を手に入れるため、へそくりを貯めている（パンティーは着用している）。女性用水着も父の邪魔で着れていない（上半身はさらしを巻いている）。へそくりで400円でブラを買おうとしたが足りずしのぶから「もう100円あればバーゲンのブラくらい…」と突っ込まれている。
あたるや面堂らの協力によりセーラー服を一度手に入れたが、父を倒してから着ると誓っている（結局1度も着ることはなかった）。ブラジャーは三宅しのぶとの取引で、仏滅高校の総番にしのぶを諦めさせるためカップルの振りをするという条件で手に入りそうになったが、父や総番の妨害により結局入手できなかった（アニメではあたるからフロントホックブラを渡されそうになったが、結局父に奪われ燃やされてしまった）。
ブラジャーを所持しておらずさらしを巻いているのに反し、他の女生徒から羨望の眼差しを浴びる程のグラマーな巨乳。
劇場版作品では、『ビューティフル・ドリーマー』以降全てに登場したがストーリー展開上、影が薄く『ビューティフル・ドリーマー』ではあまり活躍する場面がないまま、いつの間にか消滅させられるという展開になっている、なお夢邪鬼が彼女に見せたお好みの夢の中ではセーラー服に埋もれて喜んでいた。『ラム・ザ・フォーエバー』では台詞が寝息のみでクレジットされていない。
初登場時は圧倒的な力を見せつけていたが、その後力のインフレーションで次々登場する準レギュラー陣（飛鳥、渚、父）にことごとく敗北している。なおコタツネコにも一撃で敗れている。

## その他
- 作者の高橋留美子は、竜之介親子について「二人が出なかったら、あと一年ぐらいで終了してたかもしれない」と語っている｡連載当時のインタビューなどで作品中一番のお気に入りキャラと話している。テレビアニメでは竜之介親子初登場の回が番組中最高視聴率を獲得しているが、宮崎駿は当時のアニメ版チーフディレクターであった押井守との対談でこの回を賞賛している[4]。
- 名前はプロレスラー藤波辰爾に由来する。ちなみに同作者の読み切り『戦国生徒会』にも「藤波竜子」という名前のキャラクターが登場している。
- 放送当時からフィギュアが出ていた『うる星』女性キャラ陣でレギュラーにもかかわらず、1990年代にガチャポンのミニフィギュアが出るまで、フィギュア化されなかった。ただし、その少し前にプライズゲームの縫いぐるみとして商品化されている。美形女性キャラクターは端役ですらフィギュアが商品化されており、ラムが数えきれない程フィギュア化されたのとは対照的である。
- アニメ第1作のエンディングでは、「竜ノ介」「竜ノ介の父」の表記が数回（本編の題名に「竜之介」を含む場合も）見られる[5]。